# KWAI (Mittelwellensender)
Koordinaten: 21° 17′ 41″ N, 157° 51′ 49″ W
KWAI oder KWAI-AM (Branding: „ K108 - The Talk of the Town“) ist ein US-amerikanischer Hörfunksender aus Honolulu im US-Bundesstaat Hawaii. KWAI sendet auf der Mittelwellen-Frequenz 1080 kHz. Das Sendeformat ist auf Talkradio ausgerichtet. Eigentümer und Betreiber ist die Radio Hawaii, Inc.